# Ємен на літніх Олімпійських іграх 2012
Ємен на літніх Олімпійських іграх 2012 був представлений в 3 видах спорту. Єменські спортсмени не здобули жодної медалі.